# Genelia D'Souza
Genelia D'Souza (Mumbai, 5 agosto 1987) è un'attrice e modella indiana.

## Carriera
Appare soprattutto nelle produzioni dell'India meridionale e nei film di Bollywood. Dopo aver ottenuto ampia attenzione in uno spot di Parker Pen con Amitabh Bachchan, ha cominciato la sua carriera di attrice al botteghino nel 2003 con Tujhe Meri Kasam. Nello stesso anno è stata apprezzata per il suo ruolo in Boys diretta da Shankar e in seguito si è quindi affermata nel mondo di Tollywood negli anni 2003-2008.
Nel 2006 ha ricevuto il suo primo Filmfare Award come "miglior attrice Telugu" per la sua recitazione in Bommarillu. Nel 2008 ha riscosso un grande successo per Santosh Subramaniam, un remake in Tamil di Bommarillu, e per Jaane Tu Ya Jaane Na, prodotto a Bollywood. Avendo recitato in numerosi film di successo commerciale sia in Telugu che in Tamil, Genelia si è affermata come una delle principali attrici dell'industria cinematografica dell'India meridionale. 
Oltre alla recitazione, ha preso parte allo show televisivo Big Switch ed è ambasciatrice e testimonial di numerosi marchi e prodotti.

## Vita privata
Dal 2012 è sposata con il collega Ritesh Deshmukh.

## Filmografia
- Tujhe Meri Kasam, regia di Vijay K. Bhaskar (2003)
- Masti, regia di Indra Kumar (2004)
- Sathya in Love, regia di Raghav Loki (2008)
- Jaane Tu Ya Jaane Na, regia di Abbas Tyrewala (2008)
- Urumi, regia di Santosh Sivan (2011)